# The Complete Depeche Mode
The Complete Depeche Mode es una colección del grupo inglés de música electrónica Depeche Mode de la totalidad de su discografía desde 1980 hasta diciembre de 2006, además de su primera disponible exclusivamente como descarga digital, en este caso a través de la tienda virtual de música del portal iTunes.
La colección contempla:
- Los 11 álbumes de Depeche Mode, incluyendo 6 de ellos remasterizados.
- Todos los sencillos y lados B.
- Dos clásicos álbumes en vivo.
- Otras ocho canciones en vivo de Live in Milan.
- Dos colecciones de sencillos.
- El álbum Remixes 81-04.
- Las seis cajas de sencillos.
- Otras dos cajas de sencillos aún no publicadas.
- Diecinueve remezclas exclusivamente digitales.
- Adicionalmente rarezas y remezclas nunca antes publicadas.
- Diez piezas acústicas nunca antes publicadas.

The Complete Depeche Mode contiene un total de 644 temas con una duración de 58 horas con 40 minutos. Se lanzó el 19 de diciembre de 2006.

## Contenido
Álbumes
1. Speak & Spell (edición remasterizada [la de 12 canciones])
2. A Broken Frame (edición estándar remasterizada [10 canciones])
3. Construction Time Again (edición estándar [9 canciones])
4. Some Great Reward (edición remasterizada)
5. Black Celebration (edición estándar [de 11 canciones])
6. Music for the Masses (edición estándar remasterizada [de 10 canciones])
7. Violator (edición remasterizada)
8. Songs of Faith and Devotion (edición remasterizada)
9. Ultra
10. Exciter
11. Playing the Angel
12. Sounds of the Universe
13. Delta Machine
14. Spirit

Discos en vivo
1. 101
2. Songs of Faith and Devotion Live
3. Touring the Angel: Live in Milan (edición solo de audio [8 canciones])

Compilaciones
1. The Singles 81>98
2. Remixes 81-04 (edición normal de veinticuatro canciones)

### Cajas de sencillos
Singles Box Set 1
1. Dreaming of Me
2. New Life
3. Just Can't Get Enough
4. See You
5. The Meaning of Love
6. Leave in Silence

Singles Box Set 2
1. Get the Balance Right
2. Everything Counts
3. Love, in Itself
4. People are People
5. Master and Servant
6. Blasphemous Rumours/Somebody

Singles Box Set 3
1. Shake the Disease
2. It's Called a Heart
3. Stripped
4. A Question of Lust
5. A Question of Time
6. Little 15

Singles Box Set 4
1. Strangelove
2. Never Let Me Down Again
3. Behind the Wheel
4. Everything Counts Live
5. Personal Jesus
6. Enjoy the Silence

Singles Box Set 5
1. Policy of Truth
2. World in My Eyes
3. I Feel You
4. Walking in My Shoes
5. Condemnation
6. In Your Room

Singles Box Set 6
1. Barrel of a Gun
2. It's No Good
3. Home
4. Useless
5. Only When I Lose Myself
6. Dream on

Singles Box Set 7 (no publicado previamente en formato físico)
1. I Feel Loved
2. Freelove
3. Goodnight Lovers
4. Enjoy the Silence 04
5. Precious
6. A Pain That I'm Used To

Singles Box Set 8 (no publicado previamente en formato físico)
1. Suffer Well
2. John the Revelator/Lilian
3. Martyr

### Remezclas exclusivamente digitales
1. Enjoy the Silence (Richard X Mix)
2. Something to Do (Black Strobe Alternative Mix)
3. Photographic (Rex the Dog Faithful Mix)
4. Enjoy the Silence (Timo Maas Instrumental)
5. Enjoy the Silence (Ewan Pearson Extended Instrumental)
6. Precious (Calderone & Quayle Damaged Club Mix)
7. A Pain That I'm Used To (Telex Club Mix)
8. A Pain That I'm Used To (Telex Remix 2)
9. A Pain That I'm Used To (Radio version)
10. Suffer Well (M83 Instrumental)
11. John the Revelator (Bill Hamel's Audio Magnetics Club Remix)
12. John the Revelator (Bill Hamel's Audio Magnetics Dub)
13. John the Revelator (Bill Hamel's Audio Magnetics Edit)
14. John the Revelator (Boosta Edit)
15. John the Revelator (James T. Cotton Dub)
16. John the Revelator (Murk Miami Remix)
17. John the Revelator (Tiefschwarz Edit)
18. John the Revelator (UNKLE Edit)
19. John the Revelator (UNKLE Instrumental)

### Mezclas no publicadas y versiones acústicas raras
1. John the Revelator (New York Rehearsal)
2. Walking in My Shoes (New York Rehearsal)
3. Home (New York Rehearsal)
4. The Sinner in Me (New York Rehearsal)
5. Suffer Well (New York Rehearsal)
6. I Feel You (New York Rehearsal)
7. Goodnight Lovers (New York Rehearsal)
8. Clean (Bare)
9. Surrender (Bare)
10. Waiting for the Night (Bare)
11. Nothing's Impossible (Bare)

### Canciones de los primeros años en vivo
1. My Secret Garden (en Hammersmith)
2. See You (en Hammersmith)
3. Satellite (en Hammersmith)
4. Tora! Tora! Tora! (en Hammersmith)
5. New Life (en Hammersmith)
6. Boys Say Go! (en Hammersmith)
7. Nothing to Fear (en Hammersmith)
8. The Meaning of Love (en Hammersmith)
9. Just Can't Get Enough (en Hammersmith)
10. A Photograph of You (en Hammersmith)
11. Shout! (en Hammersmith)
12. Photographic (en Hammersmith)
13. Somebody (en Liverpool)
14. Two Minute Warning (en Liverpool)
15. Told You So (en Liverpool)
16. Ice Machine (en Liverpool)
17. Everything Counts (en Liverpool)
18. Master and Servant (en Basilea)
19. People Are People (en Basilea)
20. If You Want (en Basilea)
21. Shame (en Basilea)
22. Blasphemous Rumours (en Basilea)

### Remezclas promocionales y rarezas
1. People Are People (ON-Usound Remix)
2. Are People People?
3. Master and Servant (Black and Blue Mix)
4. (Set Me Free) Remotivate Me (US 12" Mix)
5. Flexible (Pre-Deportation Mix)
6. It's Called a Heart (Slow Mix)
7. It's Called a Heart (Emotion Mix)
8. It's Called a Heart (Emotion Dub)
9. But Not Tonight (Margouleff US 12" Mix)
10. But Not Tonight (Margouleff Dance Mix)
11. A Question of Lust (Flood Remix)
12. Route 66 / Behind the Wheel (Mega Single Mix)
13. Route 66 / Behind the Wheel (Megamix)
14. Route 66 / Behind the Wheel (Megadub)
15. Little 15 (Bogus Brothers Mix)
16. Personal Jesus (Kazan Cathedral Mix)
17. World in My Eyes (Daniel Miller Mix)
18. Walking in My Shoes (Random Carpet Mix [completa])
19. Slowblow (Mad Professor Mix)
20. Rush (Black Sun Remix)
21. It's No Good (Club 69 Future Mix)
22. Dream on (Morel's Pink Noise Club Mix)
23. Dream on (Pink Noise Dub)
24. Dream on (The BRAT Mix)
25. Dream on (Morel's Pink is Waiting Mix)
26. I Feel Loved (Danny Tenaglia's Labor of Love Mix)
27. I Feel Loved (Danny Tenaglia's Labor of Love Instrumental)
28. Freelove (Deep Dish Freedom Remix)
29. Freelove (Deep Dish Freedom Dub)
30. Freelove (Dave Bascombe Mix)
31. Freelove (Powder Productions Mix)
32. Freelove (Josh Wink Dub)
33. Nothing (Headcleanr Rock Mix)
34. Lie to Me ('The Pleasure of Her Private Shame' Remix by LFO)
35. Precious (DJ Dan's 4am Mix)
36. Precious (DJ Dan's 6am Mix)
37. Martyr (Paul Van Dyk Radio Mix)
38. Martyr (Paul Van Dyk Vonyc Lounge Mix)
39. Martyr (Paul Van Dyk Dub Mix)
40. Martyr (Paul Van Dyk Remix)
41. Everything Counts (Troy Pierce Shadows Remix)

- Datos: Q3780908